# Folkmordet på herero- och namafolken

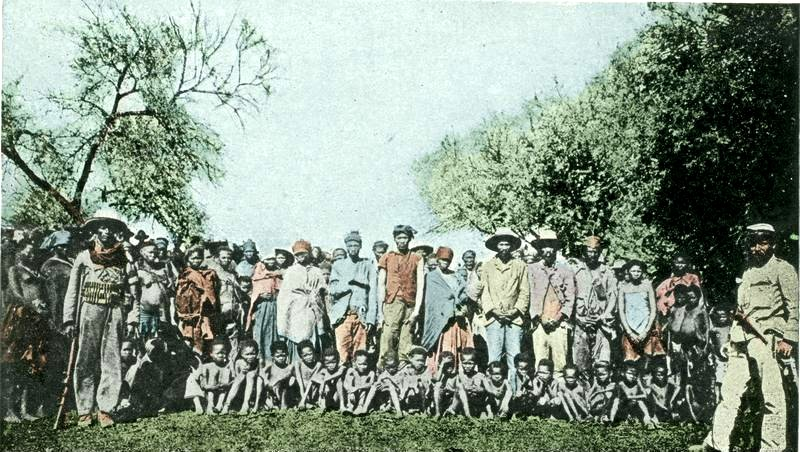
Tillfångatagna herero.

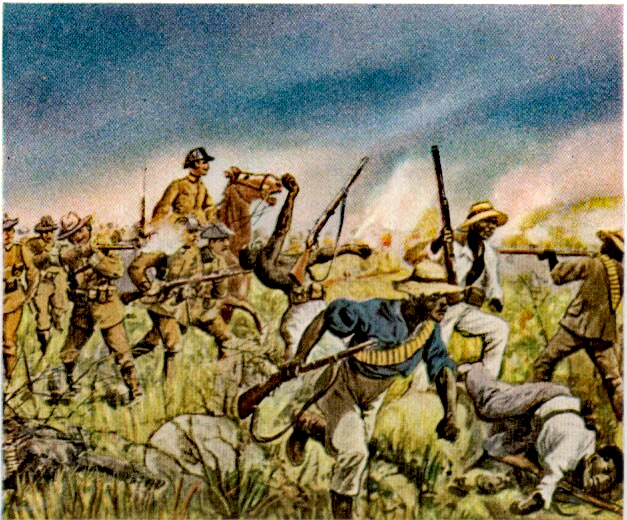
Tyska trupper i strid med hererofolket. Tavla av Richard Knötel.

Folkmordet på herero- och namafolken kallas tyskarnas försök att utrota två folkgrupper i Tyska Sydvästafrika (dagens Namibia) från 1904 till 1907, under kapplöpningen om Afrika.

## Historia
De tyska kolonisatörerna hade svårt att göra sig gällande i Tyska Sydvästafrika, eftersom de måste bekämpa en mycket stark opposition från den till stor del mycket stridbara infödda befolkningens sida. Bland dessa grep namaquafolket i slutet av 1903 till vapen och hererofolket begagnade tillfället att sätta i verket en länge förberedd nationell rörelse mot tyskarna. Det började i januari 1904 med att omkring 150 av de i hererolandet bosatta tyska farmarna överfölls och stacks ned. Anledningen till upproret var att folket som livnärde sig på boskapsskötsel fruktade att bli undanträngt från sina betesmarker av alltmer växande skaror av vita farmare. 
I juni anlände general Lothar von Trotha med trupper från Tyskland, och han slog i augusti vid slaget vid Waterberg norr om Windhoek de upproriskas huvudstyrka. Ett försök att omringa och tillintetgöra de återstående medlemmarna av hererofolket, i samband med slaget misslyckades. Många kom undan i ett första skede, genom att fly från slaget ut mot öknen, där många av dem omkom på grund av brist på vatten.  Lothar von Throtha utfärdade en order att alla herero inom det tyska området skulle dödas.
Kampen var emellertid därmed inte avgjord utan ett gerillakrig tog vid som spred sig till andra delar av kolonin. Ytterligare cirka sextio tyska farmare mördades. Det dröjde ända till april 1907 innan de upproriska gav upp och freden kunde proklameras. Återstående upprorsband trängdes ut i Kalahariöknen och dog av svält och av vatten från förgiftade brunnar. Invånarna avväpnades, och deras egendom blev i stor utsträckning konfiskerad. Många tvingades in i koncentrationslägret på Shark Island där de flesta dog inom ett år.
Under upproret fick hererofolket vidkännas en åderlåtning som hotade det med fullständig undergång och som i dag anses vara 1900-talets första folkmord. Hererostammen beräknades före inbördeskriget till omkring 100 000 personer. Efteråt fanns inte fullt 20 000 kvar. Av den andra drabbade folkgruppen namaqua dog omkring 10 000 (cirka 50 procent).

## Tysk ursäkt
FN tillkännagav 1985, i Whitaker Report, att Tyskland faktiskt hade försökt att utrota de två folkgrupperna. Den tyska regeringen har senare bett om ursäkt för händelserna. Heidemarie Wieczorek-Zeul, Tysklands biståndsminister förklarade 2004 att, "Vi tyskar accepterar vårt historiska och moraliska ansvar".